# Jordania na Letnich Igrzyskach Olimpijskich 1980
Jordanię na Letnich Igrzyskach Olimpijskich 1980, które odbyły się w Moskwie reprezentowało 4 zawodników. Nie zdobyli oni żadnego medalu.

## Reprezentanci

### Strzelectwo
Mężczyźni
| Zawodnik              | Konkurencja                             | Finał  | Finał   |
| Zawodnik              | Konkurencja                             | Punkty | Miejsce |
| --------------------- | --------------------------------------- | ------ | ------- |
| Mohamed Jbour         | karabin małokalibrowy leżąc 50 m        | 579    | 51.     |
| Mohamed Jbour         | karabin małokalibrowy trzy postawy 50 m | 1138   | 26.     |
| Amera Khalif          | karabin małokalibrowy trzy postawy 50 m | 591    | 32.     |
| Amera Khalif          | karabin małokalibrowy trzy postawy 50 m | 1104   | 32.     |
| Mohamed Issa Shahin   | trap                                    | 171    | 31.     |
| Nader George Shalhoub | trap                                    | 66     | 34.     |